# Лора Сан Джакомо
Лора Сан Джакомо (на английски: Laura San Giacomo, р. 14 ноември 1962) е американска актриса. Печели популярност с ролите си на Мая Гало в комедийния телевизионен сериал на NBC „Само за снимка“ („Just Shoot Me!“) и на Кит де Лука във филма „Хубава жена“ („Pretty Woman“, 1990), както и с други участия в телевизията и киното.